# Заузимање Кримског парламента
Заузимање Врховне раде Аутономне Републике Крим 27. фебруара 2014. је епизода кримске кризе у којој су руске оружане снаге без обележја заузеле кримски парламент, што је довело до руско-украјинског рата. Кримско тужилаштво је инцидент оценило као терористички напад.

## Позадина
У фебруару 2014. године, након украјинске револуције 2014. којом је свргнут украјински председник Виктор Јанукович, руско руководство је одлучило да „почне да ради на враћању Крима Русији“. Дана 25. фебруара одржан је проруски митинг који су организовали Кримски фронт и Козачке организације одржане су под зградом Кримске Врховне Раде. Демонстранти су узвикивали проруске слогане и тражили одвајање од Украјине одржавањем референдума. Пре демонстраната дошао је председник Врховне раде АРЦ Владимир Константинов, најављујући ванредну седницу за 26. фебруар. Медији су пренели да би на седницу могло да буде постављено питање о повлачењу Крима из састава Украјине, али је Константинов демантовао такве гласине, назвавши то провокацијом „екипа Макејевке у кримској влади“.
26. фебруара поред зидова Врховне Раде АРЦ паралелно су се одиграла два догађаја: проукрајински митинг који је организовао Меџлис кримскотатарског народа, који је окупио до 10 хиљада учесника, и проруски митинг од око 700 људи, на иницијативу странке „Руско јединство“. Због незадовољавајућих безбедносних мера које су предузели полицајци, дошло је до туче између проукрајинских и проруских учесника митинга, што је резултирало смрћу 2 особе на проруском скупу. Проруски митинг је гурнут у унутрашњи суд Кримске Врховне Раде, а заказан је дан пре него што је седница парламента отказана.

## Ток догађаја
Ујутро 27. фебруара, око 4.30, 2 групе од 10-15 наоружаних људи у војним униформама без обележја ушле су у зграду Врховне Раде Крима и преузеле контролу над њом. Одмах након хватања, нападачи су забарикадирани у затвореном простору, након што су претходно уклонили мали број особља који се налазио у средини. Кримски народни посланик из фракције УДАР Сергеј Куњицин рекао је да је зграду заузело 120 високо обучених људи који имају велики арсенал наоружања, укључујући аутоматско оружје, митраљезе и бацаче граната, што би им омогућило да се дуго бране. Особе које су заузеле зграду описале су се као представници самоодбране грађана Крима који говоре руски, иако је лидер Меџлиса и посланик кримског парламента Рефат Чубаров рекао да је за те људе задужен руски народ; касније је постало јасно да су операцију организовале руске специјалне снаге.
У 8:30, председавајући Савета министара Крима Анатолиј Мохиљов упутио је апел становницима Крима, у коме их је обавестио о заузећу Врховне Раде АРЦ од стране непознатих лица, њих око 50. У 9 часова Анатолиј Мохиљов је најавио разговоре, али они нису имали никакав резултат, јер су, према речима Мохиљова, непознати људи одбили да говоре.
Валентин Наливајченко, тадашњи шеф СБУ, сматра да није било насилног заузимања Врховне раде АРЦ, пошто су локалне власти Крима, укључујући полицију, добровољно пренеле контролу над зградом и оружјем.

## Материјали
- Chronology of events that took place under the walls of the Verkhovna Rada of the ARC on February 26, 2014, restored per minute // "The Crimean Prosecutor's Office", 02/26/2018

## Линк
- Occupation and resistance. Two years ago (photo gallery)
- Chubarov: "A year ago we were sure that the Crimea had been saved"